# 道しるべ (ATSUSHIの曲)
「道しるべ」（みちしるべ）は、EXILE ATSUSHIの楽曲。2013年8月21日に4作目のシングルとして発売。
辻井伸行とのコラボ作品「それでも、生きてゆく」に続く『日本の心』をテーマとした楽曲の第2弾。
表題曲の「道しるべ」は、2010年2月に放送されたドキュメンタリー番組『LIFE IS BEAUTIFUL 3 〜小さないのちの詩〜』（フジテレビ系）の主題歌。ナビゲーターを務めたATSUSHIが同番組に感銘を受け、自ら作詞・作曲を担当。同年、所属事務所のLDHが社会貢献部を新設した際、同曲をオルゴールにして全国の小学校などに配布していた。そのため同曲は、CD発売の約3年前から存在していて、自身のソロ・ライブなどで披露されていた。また、日本テレビ系『スッキリ!!』2013年7月度エンディングテーマにもなっている。
カップリング曲の「煌きの歌」は、2010年5月に放送されたドキュメンタリー番組『LIFE IS BEAUTIFUL 番外編 〜もうひとつの小さないのちの詩〜』の番組内で、ATSUSHIが訪れた豊根中学校の生徒と一緒に作り上げ披露された。
「CD+DVD」と「CDのみ」の2形態での発売。ジャケットデザインはそれぞれ異なる。DVDには、表題曲とカップリング曲のミュージック・ビデオを収録。

## 収録曲
CD
1. 道しるべ
  - 作詞・作曲：ATSUSHI
2. 煌きの歌
  - 作詞：ATSUSHI、作曲：ATSUSHI・Yoshimasa“JERRY”Hirota
3. 道しるべ (Instrumental)
4. 煌きの歌 (Instrumental)

DVD
1. 道しるべ (Video Clip)
2. 煌きの歌 (Video Clip)